# Werner Abegg
Werner Abegg (Zurigo, 9 dicembre 1903 – Berna, 13 luglio 1984) è stato un dirigente d'azienda, mecenate e collezionista d'arte svizzero.

## Biografia

### La giovinezza e il rapporto con Viale
Direttore generale del Cotonificio Valle Susa di Perosa Argentina a partire dal 1924, quando suo zio August morì e suo padre, Carl, diventò presidente dell'azienda, prese così le redini di un'azienda con un capitale di 20 milioni di franchi, sette filande, 20.000 fusi e 575 telai, portandola ad acquisire molte altre aziende della zona fino al 1946, quando l'azienda - ormai la più grande fra quelle non meccaniche - controllava circa trenta stabilimenti. Nel frattempo, nel 1926, era anche entrato nel consiglio d'amministrazione dell'Unione Cementi Italiana.
In quel periodo iniziò la sua attività da filantropo e collezionista: prima, nel 1928, donò per la realizzazione dell'ospedale "Le Molinette" 10 milioni di lire, quasi un quinto del costo complessivo dell'opera, poi, trasferendosi a Torino nel 1929, iniziò a raccogliere opere d'arte. Comprò dunque smalti medievali dall'antiquario parigino Brimo de Laroussilhe, mobili da Bernheimr di Monaco di Baviera, e altri oggetti di valore dal newyorkese Arnold Seligmann Rey & Co. Si avvalse inoltre dell'aiuto di Lionello Venturi per acquisire oggetti di valore fra i quali una cappa con un ricamo opus anglicanum.
Nel 1932 acquistò la cosiddetta Vigna di Madama Reale, villa con annesso parco sulla collina torinese, che prese da lui il nome di "Villa Abegg".
Grazie alla sua collezione entrò in contatto con il direttore del Museo civico d'arte antica di Torino, Vittorio Viale, prima donando al museo arredi settecenteschi acquisiti a Grosotto e poi, nel 1938, mettendogli a disposizione una cassapanca, un tavolo e otto sedie per la mostra "Gotico e Rinascimento". L'amicizia con Viale diventerà un tratto distintivo della sua vita. Appena qualche anno dopo, il direttore del museo torinese citò Abegg come possibile sostenitore in caso di necessità di aiuto finanziario e appuntò così l'elenco di arredi da farsi fornire per un'esposizione: «Arazzi s piccoli fiori e animali, tappeto punto 500 animali, stoffe, candelieri smalto, reliquiari, mobili molti, tavola dantesca (Halle villa), mobili dipinti». La collaborazione fra Abegg e il Museo civico continuò con la donazione, avvenuta nel 1934, di alcune maioliche del XVIII secolo per un'esposizione a Palazzo Madama e poi con l'assistenza fornita al museo per l'acquisizione della Collezione Trivulzio.

### La polemica sul trittico di van der Weyden
La notorietà si deve però a una polemica nella quale finì per aver acquistato il trittico Crocifissione e donatore di Rogier van der Weyden, originariamente conservato in una chiesa di Chieri e finito nella collezione privata del padre: nel 1933 l'acquisizione finì al centro di un caso mediatico, con la famiglia di collezionisti accusata di avere depredato l'Italia di uno dei suoi tesori. Il trittico, in realtà, nel 1930 era stato acquistato dalla famiglia Costa, che a sua volta lo girò a Pietro Accorsi, che, tramite l'esportatore svizzero Ugo Wertheimer lo cedette, a Berlino, alla famiglia Abegg.

### Guerra e dopoguerra
Dopo lo scoppio della seconda guerra mondiale Abegg preferì lasciare l'Italia: dopo aver delegato Lorenzo Albanese a curare i suoi affari, andò negli Stati Uniti d'America - dove il padre aveva vissuto fra il 1882 e il 1883 e dove vivevano alcuni suoi parenti - e sposò Margaret Daniels. Al termine della guerra tornò in Europa, vivendo fra Torino e Zurigo, pur non abbandonando le trasferte a New York. In Italia ristabilì i rapporti con Viale, che nel novembre 1947 - anche grazie ai prestiti di Abegg - organizzò una piccola mostra di oggetti d'oreficeria. Sei anni dopo fece un'altra donazione a Palazzo Madama, un armadio da sacrestia.
Fu nell'ambito di questo rapporto che condusse un'altra trattativa importante, quella relativa a un trittico di Macrino d'Alba, un'opera la cui vendita era stata segnalata da Federico Zeri a Viale nel 1954. Abegg fornì a Viale una consulenza sul prezzo, per una vendita che fu perfezionata il 7 settembre 1957 per nove milioni e mezzo di lire.
Pochi anni dopo, nel 1960, partecipò all'acquisto di un quadro di Defendente Ferrari per donarlo al museo e lasciò il cda del Cotonificio, abbandonando il Museo civico con l'intenzione di far nascere una sua fondazione in Svizzera. Nel 1964, tuttavia, fece un'ultima donazione al museo per conto della moglie Margaret, facendo entrare nella collezione permanente un piatto Ginori.